# 타원곡선

타원곡선 들의 그래프. (인 경우는 이 특이점이므로 타원곡선이 아니다.)

대수기하학에서 타원곡선(橢圓曲線, 영어: elliptic curve)은 간단히 말해 {\displaystyle y^{2}=x^{3}+ax+b} 형태의 방정식으로 정의되는 대수 곡선으로서, 첨점이나 교차점 등의 특이점이 없는 것이다. (계수체(coefficient field)의 표수가 2나 3인 경우 이 정의는 모든 비특이 3차 곡선들의 동형류를 포함하지 않는다.) 이는 대수기하학과 수론의 중요한 연구 대상이다.
중근을 갖지 않는 임의의 3차 혹은 4차 다항식 P에 대해 y2 = P(x)는 곡면 종수 1의 비특이 평면 곡선의 방정식이며, 이 식으로 정의되는 곡선 또한 타원곡선이라 한다. 보다 일반적으로는 종수가 1인 임의의 비특이 대수 곡선을 타원 곡선이라 한다.
복소수체 상의 타원곡선은 원환면을 복소 사영 공간에 매장한 것에 대응된다. 이는 임의의 체로 일반화할 수 있으며, 각 체 상의 타원곡선의 점들은 아벨 군을 이룬다. 즉, 타원곡선은 1차원 아벨 다양체이다.

## 정의
{\displaystyle k}가 체라고 하자. 타원곡선은 다음 조건들을 만족시키는, 원점이 주어진, {\displaystyle k}에 대한 사영 대수 곡선이다.
- 특이점을 가지지 않는다.
- 곡면 종수가 1이다. (즉, 복소수체의 경우 위상수학적으로 원환면이다.)
- 적어도 하나의 유리점을 가진다. 즉, 대수 곡선을 정의하는 식을 만족시키는 점 {\displaystyle (x,y)\in k^{2}}가 적어도 하나 존재한다(이 점은 무한대에 있을 수도 있다).

여기서 원점이 주어진 대수 곡선이란 순서쌍 {\displaystyle (M,x_{0})} ({\displaystyle x_{0}\in M}, {\displaystyle M}은 대수 곡선)을 의미한다.
임의의 체의 표수에서, 타원곡선은 일반적으로 다음과 같은 같은 꼴의 식의 해의 집합으로 나타낼 수 있다.
{\displaystyle y^{2}+a_{1}xy+a_{3}y=x^{3}+a_{2}x^{2}+a_{4}x+a_{6}}
만약 체의 표수가 2나 3이 아닌 경우, 타원곡선은 다음과 같은 꼴의 식의 해의 집합으로 나타낼 수 있다.
{\displaystyle y^{2}=x^{3}-px-q}
여기서 {\displaystyle (1,x,y)}는 사영 평면의 동차좌표이다. 이렇게 나타낸 경우, 원점은 {\displaystyle (0,0,1)}이 된다. 이 점은 {\displaystyle (x,y)} 평면에서의 무한대에 해당한다. 즉, {\displaystyle (x,y)} 평면에 무한대를 추가하여 사영 평면을 취한 뒤, 타원곡선을 사영 평면 속의 곡선으로 간주한다.
만약 체의 표수가 3인 경우, 일반적인 타원곡선은 다음과 같은 꼴의 식의 해의 집합으로 나타낼 수 있다.
{\displaystyle y^{2}=4x^{3}+b_{2}x^{2}+2b_{4}x+b_{6}}
체의 표수가 2인 경우는 위의 일반적인 표현을 사용하여야 한다.

## 대표적인 체에 대한 타원곡선

### 실수체 위의 타원곡선
실수체 상에서, 타원곡선은 실수 a와 b에 대해 방정식
y2 = x3 + a x + b
로 정의되는 평면 곡선이다. 1이 아닌 3차항의 계수와 0이 아닌 2차항의 계수는 x,y를 다시 정의함으로써 흡수시킬 수 있기 때문에, 우변이 임의의 x의 3차식이면 언제나 이 형태로 만들 수 있다. 이런 형태의 식을 바이어슈트라스 방정식이라고 한다.
예를 들어, 다음의 그림들은 방정식 y2 = x3 − x와 y2 = x3 − x + 1로 정의된 실수체 상의 타원곡선의 그래프이다.
타원곡선의 정의에는 이 곡선이 비특이하다는 조건이 포함된다. 기하학적으로 말하자면 이는 곡선의 그래프가 첨점이나 교차점이 없다는 뜻이다. 또한, 이는 판별식
Δ = −16(4a3 + 27b2)
이 0이 아니라는 대수적인 조건과 동치이다(이 판별식 표현에서 −16이라는 것이 아무 의미가 없는 것처럼 보일 수 있으나, 타원곡선을 깊이 공부하다보면 아주 중요한 역할을 하게 된다).
비특이 대수 곡선은 판별식이 양수일 경우 두 개의 연결 성분을 가지고, 음수일 경우에는 하나의 연결 성분만을 가진다. 예를 들자면, 위의 그래프에서 첫 번째 곡선의 판별식은 64, 두 번째 곡선의 판별식은 −368이다.

### 복소수체 위의 타원곡선
복소수체에서의 타원곡선은 1차원 아벨 다양체이다. 종수가 1이므로, 기하학적으로 이는 원환면의 모양을 하고 있다.
임의의 타원곡선
{\displaystyle y^{2}=4x^{3}-px-q}
가 주어졌다면, 이를 다음과 같이 원환면으로 여길 수 있다. 복소 구조를 갖춘 원환면은 격자
{\displaystyle \Lambda \subset \mathbb {C} }
에 대한 몫공간
{\displaystyle \mathbb {C} /\Lambda }
으로 여길 수 있다. 그렇다면 이 원환면에서 타원곡선으로 바이어슈트라스 타원함수 {\displaystyle \wp (z;\Lambda )}를 사용해 다음과 같은 사상을 정의할 수 있다.
{\displaystyle z\in \mathbb {C} /\Lambda }
{\displaystyle z\mapsto (x,y)=(\wp (z;\Lambda ),\wp '(z;\Lambda ))}
바이어슈트라스 타원함수는 다음과 같은 항등식을 만족시킨다.
{\displaystyle \wp '(z;\Lambda )^{2}=4\wp (z;\Lambda )^{3}-g_{2}(\Lambda )\wp (z)-g_{3}(\Lambda )}
따라서 이는
{\displaystyle (p,q)=(g_{2}(\Lambda ),g_{3}(\Lambda ))}
인 타원 곡선과의 동형사상이다.

### 수체 위의 타원곡선
유리수체를 비롯한 다른 대수적 수체에 대한 타원곡선은 수론에서 중요한 위치를 차지한다. 이 경우, 수체에 대한 타원곡선의 점들은 보통 유리점이라고 한다(이는 유리수체가 아닌 다른 수체에도 사용된다). 주어진 수체 {\displaystyle K}에 대하여, 타원곡선 {\displaystyle E}의 {\displaystyle K}-유리점들의 집합 {\displaystyle E(K)}는 아벨 군을 이룬다.
모델-베유 정리에 따라서, 타원곡선의 유리점군 {\displaystyle E(K)}는 항상 유한 생성 아벨 군이며, 따라서 그 계수와 꼬임 부분군에 의해 주어진다. 유리점군의 계수는 버치-스위너턴다이어 추측에 의하여 이에 대응하는 하세-베유 L-함수의 영점의 차수에 의하여 주어진다고 믿어지나, 아직 이는 증명되지 않았다.
유리수체의 경우, 유리점군의 꼬임 부분군은 메이저 꼬임 정리에 따라 15가지의 가능한 군 가운데 하나이다. 다른 수체의 경우에도 메이저 꼬임 정리와 유사한, 가능한 꼬임 부분군 목록들이 존재한다.

### 유한체 위의 타원곡선
유한체 {\displaystyle \mathbb {F} _{q}}에 대한 타원곡선은 유한 개의 점들로 이루어지며, 이들은 유한군을 이룬다. 이 경우, 점의 개수를 세는 것은 일반적으로 매우 어려운 문제이며, 수론의 주요 연구 분야 가운데 하나이다. 하세 정리(영어: Hasse’s theorem)에 따라서, 그 수는 다음과 같다. {\displaystyle \mathbb {F} _{q}} 위의 타원곡선 {\displaystyle E}에 대하여, 그 점의 수 {\displaystyle \#E(\mathbb {F} _{q})}는 다음과 같은 상계 및 하계를 가진다.
{\displaystyle q+1-2{\sqrt {q}}\leq \#E(\mathbb {F} _{q})\leq q+1+2{\sqrt {q}}}
유한체에 대한 타원곡선의 점들이 이루는 유한군은 항상 두 순환군의 곱이다. 예를 들어, 유한체 {\displaystyle \mathbb {F} _{71}}에 대한 타원 곡선 {\displaystyle y^{2}=x^{3}-x}은 72개의 점 (71개의 아핀 점과 무한대에서의 점)을 갖고, 그 군 구조는 2차 순환군과 36차 순환군의 곱이다.
{\displaystyle (\mathbb {Z} /2\mathbb {Z} )\times (\mathbb {Z} /36\mathbb {Z} )}
유한체에 대한 타원곡선은 타원곡선 암호를 정의하는 데 사용된다.

## 역사와 어원
타원 적분(elliptic integral)에서 그 이름을 땄다. 이름과는 달리, 타원과 직접적인 관련이 없다. 특히, 타원은 2차 곡선이므로, 곡선으로서 타원 곡선(3차 곡선)이 아니다.
오늘날 타원곡선으로 불리는 대상은 디오판토스가 최초로 다뤘다. 디오판토스는
{\displaystyle y(a-y)=x^{3}-x}
꼴의 타원곡선에 대하여 기술하였다. 이후 피에르 드 페르마와 아이작 뉴턴, 카를 구스타프 야코프 야코비, 카를 바이어슈트라스, 앙리 푸앵카레 등이 타원곡선에 대하여 연구하였다.
존 테이트 등이 타원곡선 이론을 수론과 연관지었다. 앤드루 와일스는 타원곡선에 대한 모듈러성 정리(의 상당 부분)을 증명하여, 이를 통해 페르마의 마지막 정리를 증명하였다. 또한, 오늘날 유한체에 대한 타원곡선은 암호론에서 타원곡선 암호를 정의하는 데 사용된다.

## 응용
타원곡선은 수론에 등장한다. 예를 들어, 타원곡선에 대한 정리인 모듈러성 정리는 페르마의 마지막 정리를 증명하는데 사용되었다. 또한, 유한체에 대한 타원곡선은 암호론에 응용된다. 이를 타원곡선 암호라고 한다.

## 같이 보기
- 타원 곡면
- 동류 사상
- 모듈러성 정리
- 리만-후르비츠 공식

## 참고 문헌
1. ↑  Brown, Ezra; Bruce T. Myers (2002년 8월). “Elliptic curves from Mordell to Diophantus and back” (PDF). 《The American Mathematical Monthly》 (영어) 109 (7): 639–649. doi:10.2307/3072428. ISSN 0002-9890. JSTOR 3072428. Zbl 1083.11037. 2013년 4월 26일에 원본 문서 (PDF)에서 보존된 문서. 2013년 6월 24일에 확인함.

- Brown, Ezra (2000년 5월). “Three Fermat trails to elliptic curves” (PDF). 《The College Mathematics Journal》 (영어) 31 (3): 162–172. doi:10.2307/2687483. ISSN 0746-8342. JSTOR 2687483. Zbl 0995.11514. 2010년 7월 13일에 원본 문서 (PDF)에서 보존된 문서. 2013년 6월 24일에 확인함.
- Husemöller, Dale (2004). 《Elliptic Curves》. Graduate Texts in Mathematics (영어) 111 2판. New York: Springer. doi:10.1007/b97292. ISBN 978-0-387-95490-5. Zbl 1040.11043.
- Knapp, Anthony W. (1992). 《Elliptic Curves》. Mathematical Notes (영어) 40. Princeton University Press. ISBN 978-0-691-08559-3. Zbl 0804.14013.
- Koblitz, Neal (1993). 《Introduction to Elliptic Curves and Modular Forms》. Graduate Texts in Mathematics (영어) 97 2판. New York: Springer. doi:10.1007/978-1-4612-0909-6. ISBN 978-1-4612-6942-7. ISSN 0072-5285. Zbl 0804.11039.
- 양재현 (1999). “타원곡선에 대한 지난 20년 간의 연구 동향”. 《Communications of the Korean Mathematical Society》 14 (3): 449–477. 2013년 10월 31일에 원본 문서에서 보존된 문서. 2013년 10월 30일에 확인함.

### 수론 및 암호학 중심
- 서광석 외 (2000). 《초보자를 위한 암호와 타원곡선》. 경문사. ISBN 9788972824817.
- Silverman, Joseph H. (2009). 《The Arithmetic of Elliptic Curves》. Graduate Texts in Mathematics (영어) 106 2판. New York: Springer. doi:10.1007/978-0-387-09494-6. ISBN 978-0-387-09493-9. ISSN 0072-5285. Zbl 1194.11005. 2013년 4월 30일에 원본 문서에서 보존된 문서. 2013년 6월 24일에 확인함.
- Washington, Lawrence C. (2008년 4월 3일). 《Elliptic Curves: Number Theory and Cryptography》 (영어). Discrete Mathematics and Its Applications 2판. Chapman & Hall/CRC. doi:10.1201/9781420071474. ISBN 978-142007146-7.
- Tate, John T. (1974). “The arithmetic of elliptic curves”. 《Inventiones Mathematicae》 (영어) 23 (3–4): 179–206. doi:10.1007/BF01389745. ISSN 0020-9910. MR 0419359. Zbl 0296.14018.